# Mor lam
Mor lam és un gènere musical que inclou distints estils com ara la música dance electrònica, el luk thung, el pop, l'Música country, etc., i que es refereix específicament a la música popular de Tailàndia i Laos.

## Grups/solistes masculins
- Chalermpol Malakham
- Sathit Thongjan
- Pornsak Songsaeng
- Somjit Borthong
- Monkaen Kaenkoon
- Maithai Huajaisilp
- Mike Phiromphon

## Grups/solistes femenines
- Jintara Poonlarp
- Siriporn Ampaipong
- Moukdavanyn Santiphone
- Noknoi Uraiporn
- Christy Gibson
- Vieng Narumon
- Am Chonthicha